# Слободарска партија Аустрије
Слободарска партија Аустрије (СПА; њем. Freiheitliche Partei Österreichs, FPÖ) јесте Крајња десница и национал-конзервативна политичка странка у Аустрији. Странка, коју предводи Херберт Кикл, чланица је политичке групе Европа нација и слободе у Европском парламенту, као и Покрета за Европу нација и слободе.
СПА је основана 1956. године као насљедник краткотрајне Федерације независних, представљајући „трећи камп” Аустрије, тј. пангерманистичку и национал-либералну опозицију и социјализму и католичком клерикализму. Први предсједник странке је био Антон Рајнталер, бивши нацистички функционер и официр Шуцштафела. СПА, трећа партија са скромном подршком, примљена је у Либералну интернационалу 1979. године и учествовала је у влади коју је предводила Социјалдемократска партија Аустрије (СДПА), послије парламентарних избора у Аустрији 1983. године. Јерг Хајдер изабран је за новог предсједника СПА 1986. године, а странка је започела свој идеолошки преокрет ка десничарском популизму. Овај нови политички правац убрзо је резултовао јаким растом изборне подршке, мада је то довело до прекида веза са СДПА. Године 1993, након контроверзног приједлога о имиграционим питањима, присталице политичког правца ближег класичном либерализму напустиле су СПА и формирале Либерални форум, која је преузела мјесто СПА у Либералној интернационали (с обзиром да је СПА била приморана да напусти ЛИ), која се касније спојила са Неосом 2014. године.
На парламентарним изборима у Аустрији 1999. године СПА је освојила 26,9% гласова, што је њен најбољи резултат на националном нивоу, избивши тако изнад Аустријске народне партије (АНП) са малом разликом у гласовима. То је довело до формирања коалиционе владе АНП са СПА 2000. године. СПА је ускоро постало неудобно у власти и на наредним парламентарним изборима 2002. године нагло је изгубила подршку, освојивши 10,0% гласова; међутим, ове двије странке су се сложиле да наставе своју коалициону владу након избора. Повећана неслагања унутар СПА 2005. године довела је до тога да Хајдер и неколико водећих чланова (укључујући три министра у влади) напусте партију и оснују Савез за будућност Аустрије, која је замијенила СПА као партнер у влади.
Од тада, под Штрахеовим вођством, странка је поново стекла подршку. На парламентарним изборима 2013. године СПА је освојила 20,5% гласова и, у скорије вријеме, на неким државним изборима избила је изнад СДПА и АНП, улазећи у коалициону владу са СДПА у Бургенланду и освојивши преко 30% гласова у Бечу. Коначно, на предсједничким изборима 2016. године, члан СПА Норберт Хофер освојио је највише гласова у првом кругу са 31,5% гласова, али га је на крају побиједио кандидат Зелених Александер Фан дер Белен, који је у другом кругу освојио 53,8% насупрот Хоферовим 46,2%.
На ванредним парламентарним изборима 2017. године СПА је освојила 26% гласова и ушла у коалициону владу као мањи партнер са АНП са Себастијаном Курцом као канцеларом. Афера Ибица, која је избила 17. маја 2019. године, довела је до Штрахеове оставке на дужност замјеника канцелара и вође странке, а што је даље довело до раскида коалиције са АНП, као и до нових избора.

## Историја

### Политичка позадина
Слободарска партија Аустрије (СПА) је проистекла из пангерманског и национал-либералног покрета који вуче коријене још из Револуције 1848. године у Аустријском царству. Током међуратног периода национал-либерални покрет (окупљен у Народну странку Велике Њемачке) борио се против хришћанско-социјалног и марксистичког покрета у борби за структуру нове републике према својим идеологијама. Након кратког грађанског рата 1934. године, основана је Савезна Република Аустрија, ауторитативна диктатура Хришћанске социјалне партије. Након што је Нацистичка Њемачке 1938. године аншлусом припојила Аустрију, национал-либерални покрет (који је увијек тежио ка Великој Њемачкој са Аустријом у њеном саставу) у потпуности је прогутао аустријски националсоцијализам и све остале партије које ће на крају апсорбовати нацистички тоталитаризам. И социјалисти и хришћански социјалци су били прогоњени за вријеме нацистичке владавине, а национал-либерални покрет је замро након рата због везе са националсоцијализмом.
Године 1949, Федерација независних (ФН) је основана као национал-либерална алтернатива главним аустријским партијама — Социјалдемократска партија Аустрије и Аустријска народна партија, насљедницима марксистичке и хришћанске социјалне партије из међуратног периода. ФН су основала двојица либералних салзбуршких новинара — бивши затвореници Нацистичке Њемачке — због жеље да се одвоје од социјалистичког и хришћанског покрета и због страха да непријатељство након брзо спроведене послијератне политике денацификације (која није разликовала чланове партије и ратне злочинце) може довести до оживљења нацизма. Како би постала политичком дом свакоме ко није члан двије највеће партије, ФН је инкорпорисала низ политичких покрета — укључујући либерале слободног тржишта, популисте, бивше нацисте и њемачке националисте, који нису могли да се придруже једној од двије највеће партије. ФН је освојио 12% гласова на општим изборима 1949. године, али је убрзо након тога почела да јој опада подршка. У СПА се развила 1955/56. године након што се спојила са мањом Слободарском партијом 1955. године; нова партија је основана 17. октобра 1955. године, а оснивачки конгрес је одржан 7. априла 1956. године.

### Ране године (1956—1980)
Први предсједник СПА био је Антон Рајнталер, бивши министар пољопривреде Нацистичке Њемачке и официр СС. Њега је канцелар АНП Јулијус Раб замолио да преузме покрет, умјесто да се препусти на вођство групи која је више социјалистичка. Иако је већина бивших нациста вјероватно приступила у двије главне странке у апсолутном броју, они су ипак чинили већи проценат чланова ФН због малог чланства странке. Ипак, нико од њих није био прави револуционар и слиједили су прагматичне, неидеолошке политике. СПА је служила као средство њихове интеграције у Другу републику; странка је била радо виђен партнер СДПА и АНП у регионалној и мјесној политици, иако је искључена на државном нивоу. АНП и СПА су имале заједничког кандидата на предсједничким изборима 1957. године, који није однио побједу.
На мјесто предсједника странке послије Рајнталера је ступио Фридрих Петер (такође бивши официр СС), који се налазио на челу странке током шездесетих и седамдесетих година и странку је помјерио ка политичком центру. Велика коалиција СДПА и АНП која је била на власти од краја рата пропала је 1966. године, када је АНП стекла довољно гласова да власт води сама. Предсједник СДПА Бруно Крајски (Јеврејин) бранио је Петерову прошлост и покренуо је политички однос — као и лично пријатељство — са Петером; СДПА је 1970. године по први пут формирала мањинску владу са СПА. Најекстремнија фракција СПА је 1967. године напустила странку и основала Националдемократску партију, који су појединци видјели као коначно избацивање нацистичког насљеђа из странке. Под утицајем Крајског, нова генерација либерала је СПА учланила у Либералну интернационалну 1978. године. Током Петеровог предсједавања странком она никада није прешла 8% гласова на општим изборима и уопштено није имала великог политичког утицаја.

### Штегерово вођство (1980—1986)
Либерал Норберт Штегер је изабран за предсједника СПА 1980. године; у настојању да стекне већу популарност, помогао је СПА да се успостави као умјерена центристичка либерална странка. Његова визија је била трансформација СПА у аустријску верзију њемачке Странке слободних демократа, фокусирајући се на слободно тржиште и антистатичке политике. Осамдесетих година, аустријски политички систем се почео мијењати; доминација СДПА и АНП је почела опадати, а аустријско бирачко тијело је почело да скреће удесно. Предсједник СДПА Бруно Крајски охрабривао је помјерање СПА ка центру, у циљу да успостави савез СДПА—СПА против АНП. Парламентарни избори 1983. године су били преломни, СДПА је изгубила апсолутну већину у Парламенту, што је довело до формирања „мањинске коалиције” СДПА—СПА. Иронично, избори 1983. године су били најгори у историји за СПА (стекли су нешто мање од 5% гласова) и током неколико наредних година странка је имала подршку од 2—3% — или чак мању — у истраживањима јавног мнења. Као посљедица тога, у странци се убрзо догодио расцјеп због унутрашњих сукоба.
Године 1983, десничар Јерг Хајдер преузео је вођство над значајним огранком СПА у Корушкој. Важност Корушке датира од Борбе за сјеверну границу послије Првог свјетског рата и каснијих антисловенских осјећања која су произашла из страха да ће то подручје преузети Краљевство Срба, Хрвата и Словенаца. Уз охрабрење од масовних медија, убрзо се развила борба између Штегера и Хајдера о будућности партије, У случају Редер из 1985. године, на примјер, Хајдер је пружио снажну подршку министру одбране Фридхелму Фришеншлагеру из СПА када је лично пружио добродошлицу осуђеном ратном злочинцу из Вафен СС Валтеру Редеру, када је Редер стигао на аеродром у Грацу након пуштања на слободу из Италије. Док се СПА средином осамдесетих година стално борио са ниском подршком, у Корушкој је била потпуно другачија ситуација у огранку странке са Хајдером на челу (гдје је странка повећала подршку на покрајинским изборима са 11,7% 1979. на 16% 1994. године).
Током Националне конвенције у Инзбурку 1986. године, унутрашња трвења су се претворила у отворени сукоб; то је довело до избора Хајдера на дужност предсједника странке са 58% гласова, уз подршку конзервативне и пангерманистичке фракције. Међутим, долазећи канцелар Франц Враницки из СДПА — који је на дужност ступио 1986. године — имао је веома негативно мишљење о Хајдеру, кога је сматрао крајњим десничаром. Враницки је накнадно најавио изборе 1986. године, у поступку распуштања „мањинске коалиције” СДПА—СПА и, након избора, СДПА је ступила у колацијиу са АНП. Под Хајдеровим вођством, СПА је повећала проценат гласова на 9,7%, док је партија временом постала све више десничарска и полако је губила свој бивши либерални утицај. Како је СПА повећала своју изборну подршку Хајдеровом радикално-популистичком реториком, странка је умањивала шансе за ступање у коалицију са другим странкама.

### Хајдерово вођство (1986—2000)
Са Јергом Хајдером као новим предсједником странке, покрајински избори у Корушкој 1989. године изазвали су сензацију; СДПА је изгубила већину, АНП дошла на статус треће странке, док је СПА послије избора избила на друго мјесто са 29% гласова. СПА је формирала коалицију са АНП, са Хајдером као гувернером Корушке (то је његов дотадашњи највећи политички успјех). Током општих избора 1990. година партија је напустила либерални курс, умјесто тога се фокусирајући на имиграцију и све више критикујући политички естаблишмент и ЕЗ. Након Хајдерове опаске 1991. године да је у Нацистичкој Њемачкој „постојала пристојна политика запошљавања” (за разлику од тренутне Аустријске владе),  уклоњен је са дужности гувернера Корушке на заједничку иницијативу СПА—АНП и на ту дужност је постављен Кристоф Цернато из АНП. Касније те године, СПА је стекла добитке на изборима у три покрајине (најважнији су били у Бечу). 
Док је Хајдер често користио контроверзну реторику, његови изричити политички циљеви су били мала влада са непосредном демократијом умјесто централизованог тоталитаризма. Пратећи све већу важност имиграције као политичког питања, партија је 1993. године одлучила да покрене иницијативу „Аустрија прва!” (позивајући на референдум о имиграционом питањима). Иницијатива је била контроверзна и пет посланика из СПА, укључујући Хајду Шмит, напустило је партију и формирало Либерални форум (ЛФ). Везе СПА са Либералном интернационалом су постале све напетије и годину касније СПА је напустила ЛИ (која се спремала да из избаци). Либерални форум се ускоро придружио ЛИ умјесто СПА. Хајдер је 1999. године поново изабран на дужност гувернера Корушке.

### Коалициона влада (2000—2005)
На општим изборима 1999. године СПА је освојила 27% гласова, више него на свим ранијим изборима — избивши изнад АНП по први пут са малом разликом. У фебруару 2000. године, АНП се сложила да формира коалициону власт са СПА. Наравно, Хајдер је требало да постане савезни канцелар. Међутим, ускоро је постало јасно да је Хајдер био исувише контроверзна личност да би био дио владе, а камоли да је води. Усред веома јаке међународне критике због учешћа СПА у влади, СПА је препустила дужност канцелара Волфгангу Шиселу из АНП. Као уступак СПА је омогућено да постави министре финансија и социјалне политике. Касније се Хајдер повукао са мјеста предсједника странке, а на тој дужности га је замијенила Сузана Рис-Пасер. Претећи дипломатским бојкотом Аустрији, остале државе чланице Европске уније увеле су санкције Аустрији након формирања владе; осим формалних састанака ЕУ, остали контакти са Аустријом су смањени. ЕУ је оправдавала своје мјере изјавом да је „примање СПА у коалициону владу легитимисана екстремна десница у Европи”.
Странка се држала на маргинама већим дијелом постојања Друге републике, осим што је накратко имала улогу у влади током осамдесетих. Уз поријекло странке и фокусирање на питања као што су имиграција и питања идентитета и припадности, СДПА и АНП су странку користили за извршење стратегије cordon sanitaire. Санкције ЕУ су повучене у септембру, након што је извјештајем утврђено да су мјере дјелотворне само у кратком временском року; на дуже стазе, оне би могле довести до развоја антиевропских осјећања. Појединци су примјетили недосљедност у томе што Италији нису увођене санкције када је неофашистички Италијански социјални покрет/Национална алијанса ушла у владу 1994. године.
СПА се борила са промјеном са антиестаблишмент странке на станку у власти, што је довело до смањене унутрашње стабилности и изборне подршке. Гласачи са плавим оковратником постали су незадовољни потребом странке да подржи неке неолибералне економске реформе АНП; влада је врх непопуларности достигла када је пореска реформа одложена у исто вријеме када је влада планирала купити нове млазњаке пресретаче. Међусобни сукоби у странци су избили око стратегије између чланова странке у влади и Хајдера, који се повезивао са обичним људима у странци. Неколико значајних министара у влади из СПА дало је оставку у „Кнителфелдском пучу” 2002. године након снажног Хајдеровог напада, што је довело до сазивања нових избора.
У каснијом предизборној кампањи, странка је била дукобо подијељена и неспособна да организује дјелотворну политичку стратегију. Промијенила је пет предсједника за мање од два мјесеца и на општим изборима 2002. године добила је само 10,2% гласова, скоро двије трећине мање него на прошлим изборима. Већина бирача СПА је пришло АНП, која је постала највећа партија у Аустрији са 43% гласова. Ипак, коалициона влада СПА и АНП је оживила послије избора; међутим, СПА је критикована због њене мисије добијања избора по сваку цијену.

### Хајдеров прелазак у СзБА
Након што су унутрашња трвења пријетила распаду СПА, бивши предсједник Јерг Хајдер, тадашњи предсједник и његова сестра Урсула Хаубнер, замјеник предсједника Хуберт Горбах и сви министри СПА у влади напустили су странку 4. априла 2005. године и основали нову политичку партију под именом Савез за будућност Аустрије. Канцелар Аустрије Волфганг Шисел пратећи дешавања, раскинуо је коалицију са СПА у формирао коалицију са СзБА. У Корушкој, Хајдеровом утврђењу, мјесни огранак СПА је постао корушки огранак СзБА.

### Штрахеово вођство (2005—данас)
СПА је много боље котирала у анкетама него СзБА послије расцјепа 2005. године, са првим тестовима на покрајинским изборима у Штајерској и Бургенланду. Ханс-Кристијан Штахе је 23. априла 2005. године изабран за новог предсједника СПА, преузимаћу тај положај од в. д. Хилмара Кабаса. Пошто је већина оних који су јурили позиције прешло у СзБА, СПА је поново ослобођена од одговорности. Под Штрахеовим вођством идеологија странке је постала радикалнија и вратила се свом првобитном циљу повећања броја гласова. СПА је постигла прилично добар резултат на октобарским изборима у Бечу, на којима је Штрахе био водећи кандидат. СПА је освојила 12,1% гласова, док је СзБА стекла само 1,2%.
На општим изборима 2006. године, СПА се вратила промоцији антиимиграционих, антиисламских и евроскептичних питања. Освојила 11% гласова тј. 21 заступничко мјесто у Парламенту, док је СзБА једва прешла праг од 4% потребан за улазак у Парламент. Коалиција између СДПА и АНП је обје странке оставила у опозицији. На општим изборима 2008. године, и СПА и СзБА су побољшале свој резултат на штету СДПА и АНП. Обје странке су побољшале свој резултат за око 6,5%, па је СПА освојила 17,4% гласова, а СзБА 10,7% — заједно су освојили 28,2%, али и обје странке заједно нису постигле најбољи резултат СПА на изборима 1999. године. На изборима за Европски парламент 2009. године СПА је удвостручила свој резултат из 2004. године, освојивши 12,8% гласова и 2 заступничка мјеста.
У децембру 2009. године мјесни одбор СзБА у Корушкој, одваја се од странке и оснива Слободарску партију у Корушкој (СПК); сарађује са СПА на савезном нивоу, моделујући се према односима њемачких странака ХДУ/ХСУ. Вођа огранка, Уве Шојх, разишао се са вођом СзБА Јозефом Бухером након што га је овај представио као „умјереног, десничарског либерала” и више економски оријентисаног. На изборима 2010. године у Бечу, СПА је побољшала резултат на 25,8% (нешто мање од рекордног резултат из 1996); резултат се сматрао Штрахеовом побједом, због његове популарности међу младима. То је био тек други пут послије Другог свјетског рата да је СДПА изгубила апсолутну већину у граду.
Након страначке конвенције почетком 2011. године на пола пута између општих избора, подршку коју је СПА према анкетама имала износила је 24—29% — парирала је СДПА и АНП, док је била далеко изнад СзБА. Међу људима млађим од 30 година, СПА је имала подршку од 42%. У јуну 2015. године главни дио странке у Салцбургу се одвојио и формирао Слободну партију Салцбурга.
На предсједничким изборима 2016. године, кандидат СПА је био Норберт Хофер који је ју првом кругу избора, са 35,1% гласова, што је био најбољи резултат странке у цијелој њеној историји. Међутим, у другом кругу, побједу је однио Александер Фан дер Белен, који је освојио 50,3% гласова насупрот 49,7% које је освојио Хофер. У јулу је Уставни суд Аустрије поништио резултате другог круга избора због неправилних поштанских гласова; иако суд није пронашао доказе намјерне манипулације. Поновљени избори су одржани 4. децембра 2016. на којима је Фан дер Белен однио побједу са нешто већом разликом.

### Коалициона влада (2017—2019)
На парламентарним изборима 2017. године, СПА је снажно учествовао, освојивши 11 заступничких мјеста, остаривши најбољи избори резултат од 1999. године. Упркос паду подршке СПА током изборне кампање, ипак је достигла идеолошку побједу, јер су дотадашње владајуће партије, посебно АНП под Курцом, али и СДПА, скренуле удесно, усвајајући већину политика СПА.
СПА је ушла у коалиционе преговоре са АНП и у децембру 2017. године, постигли су договор и створили коалициону владу. СПА је добила контролу над шест министарстава, укључујући одбрану, унутрашње послове и спољне послове.

### Афера Ибица (мај 2019)
Средином маја 2019. године, објављен је тајно направљен снимак, на коме се приказује Штрахе који од наводног руског држављанина тражи финансијска средстава за странку. У видео снимку, Штрахе истиче своју намјеру цезуре аустријских медија на начин који би фаворизовао СПА, а као примјер наводећи медијско страже у Мађарској.
Снимак је довео до распада коалиције са АНП. Након састанка са Курцом, аустријски предсједник Ван дер Белен је изјавио да су потребни нови избори и предложио је да буду одржани прије септембра 2019. године.

## Идеологија
Под вођством Ханс-Кристијана Штрахеа, СПА се може описати као хајмат (њем. heimat — отаџбина) и социјална партија. То значи да странка промовише своју улогу као гаранта аустријског идентитета и социјалне заштите. Економски, подржава регулисани либерализам са приватизацијом и ниским порезима, у комбинацији са подршком држави благостања; међутим, они тврде да би било немогуће подржати државу благостања ако се настави тренутна имиграциона политика.
Садашња СПА се различито описује као десничарско-популистичка, национал-конзервативна, „десно-конзервативна”, „десно-национална” и крајње десничарска. Партија је традиционално била дио национално либералног покрета и уопштено се идентификује са слободарским (либертаријанским) профилом. Тренутни водећи чланови партија као што су Андреас Молцер и Харалд Вилимски сматрају себе национал-либералним „културолошким Нијемцима”, док Барбара Розенкранц сматра своју идеологију националним конзервативизмом.

### Антиестаблишментизам
Током осамдесетих и деведесетих година 20. вијека, аустријски гласачи су све више изражавали незадовољство према највећим партијама (СДПА и АНП). То се поклопило са Хајдеровим вођством, који је представио СПА као једину партију која би могла озбиљно уздрмати доминацију двије странке. Партија је снажно критиковала моћ концентрисану у рукама елите, све док се СПА није ушао у власт 2000. године. Током деведесетих година партија се залагала за трансформацију садашње Друге републике у Трећу републику, јер је тражила радикалну трансформацију из „партијске државе у грађанску демократију”. Странка је жељела увести више референдума, непосредно бирати предсједника, знатно смањити број министарстава и пренијети моћ на савезне државе и мјесне савјете. Истраживања су показала да је антиестаблишментска позиција била један од главних разлога због кога су гласачи гласали за СПА. Противестаблишментска позиција СПА се показала не компатибилном са учешћем странке у власти током прве половине прве деценије 20. вијека, али је та позиција обновљена након што је већина посланика напустило странку и придружило се СзБА 2005. године.

### Имиграција и ислам
Имиграција није била горући проблем у Аустрији све до осамдесетих година 20. вијека. Под Хајдеровим вођством, имиграција је од питања које није постојало на списку најважнијих питања за гласаче прије 1989. године, постоло једно од десет најважнијих 1990. године и друго најважније 1992. године. Године 1993, контроверзна иницијатива „Аустрија прва!” покушала је да сакупи потписе за одржавање референдум о ограничењу имиграције са тврдњом да „Аустрија није земља имиграције”.
Странка је тврдила да „заштита културног идентитета и социјалног мира у Аустрији захтијева заустављање имиграције”, тврдећи да њихова забринутост није усмјерена против странаца, него према заштити интереса и културног идентитета домаћих Аустријанаца. Иако се крајем деведесетих година странка противила исламском екстремизму, касније је њен став био усмјерен против „исламизације” и све већег броја муслимана уопште. Према Економисту, непријатељство према муслиманима је „стратегија која је одјекнула међу српским гласачима, на које се странке усредсредила”. Странка је такође обећала да ће забранити дијељење бесплатних копија Курана.
Током коалиционе власти АНП—СПА, усвојени су многи амандмани који су пооштрили имиграциону политику земље. Број нових захтијева за азил, на примјер, смањен је са 32 хиљаде 2003. године на 13,3 хиљаде 2006. године.

### Хајмат
Од средине осамдесетих година 20. вијека, концепт хајмат (ријеч означава и отаџбину и општи појам културног идентитета) био је централни за идеологија СПА, иако се примјена концепта мијењала временом. У почетку, хајмат се односио на осјећај националне припадности под пангерманским утицајем; странка је 1985. године увјеравала своје гласаче да „велика већина Аустријанаца припада њемачкој етничкој и културној заједници”. Иако је тада наведено да је Аустрија матична земља која одржава националне традиције, касније ће то бити више изражено кроз пангермански концепт. Хајдер је 1995. године прогласио крај пангерманизма у странци и у страначком манифесту 1997. године одредница „њемачки народ” замијењена је са „аустријски народ”. Под Штрахеовим вођством, концепт хајмат је промовисан и развијан више него раније. Након избора за предсједник странке 2011. године, њемачки погледи странке су званично поново уведени.

### Спољна политика
На крају Хладног рата, СПА је постала евроскептичнија, што се огледало њеном промјеном од пангерманизма до аустријског патриотизма. Противљење странке Европској унији је ојачало деведесетих година. СПА се противила придружењу Аустрије ЕУ 1994. године и промовисала је популарну иницијативу против замијене аустријског шилинга са евром 1998. године, али без успјеха. Захваљујући очигледним разликама између европске и турске културе, странке се противи придружењу Турске ЕУ; званични странке су изјавили уколико се Турска придружи ЕУ, Аустрија је у том случају мора одмах напустити.
Ставови странке о Сједињеним Америчким Државама и Блиском истоку су се мијењали временом. Упркос антиамеричким погледима неких десничарских форума седамдесетих и осамдесетих година (који су углавном имали коријен у бризи због ширења америчке културне експанзије и хегемонистичке улоге у свјетској политици на штету Европе), СПА је била позитивнија према САД под Хајдеровим вођством крајем осамдесетих и деведесетих година. Међутим, то се промијенило Хајдеровом посјетом Садаму Хусеину 2003. године уочи рата у Ираку; касније је осудио америчку спољну политику и изругао се Џорџу Бушу рекавши да није много другачији од Хусеина. Овај потез је СПА снажно критиковао, који је био тадашње владе. Ипак, од средине до краја прве деценије 21. вијека СПА је поново критиковао америчку спољну политику коју је заговарао Буш, коју су видјели као главни узрок повећања насиља на Блиском истоку. Странка је такође имала све критичнији став према улози Израела у Израелско-палестинском сукобу.
Од 2010. године, под Штрахеовим вођством, странка је постала пријатељскија према Израелу. У децембру 2010. године СПА (заједно са представницима сличних десничарских партија) посјетила је Израел, гдје су издали „Јерусалимску декларацију”, према којој се Израелу уважава право на постојање и одбрану, посебно против исламског терора. Странка је такође признала Јерусалим за главни град Израела. На иницијативу СПА, замијеник министра за развој Негева и Галилеје Ајуб Кара, чланк странке Ликуд, посјетио је Беч. Штрахе је, у исто вријеме, изразио жељу да се упозна са челним људи америчког Покрета чајанка (који је описао као „веома интересантан”). Он себе сматра „пријатељем Срба”, који чине једну од највећих имиграционих скупина у Аустрији. Подржавајући Србију, СПА одбија признање независности Косова. Штрахе је 2018. изразио мишљење по коме би Република Српска требало да има право на независност. СПА такође позива на укидање „штетних и бесмислених” међународних санкција против Русије, које је одобрила ЕУ.
Тренутно СПА заговара увођење стабилне сјеверне Еврозоне и мекше јужне Еврозоне.

## Међународне везе
Иако СПА тренутно није чланица ниједне међународне или европске организације, странка има везе са неколико европских странака и групација. Поред тога, према политичком аналитичару Томасу Хоферу, политичка партија и необичан стил помажу да се инспиришу партије истомишљенице широм Европе. Од 1978. до 1993. године, под либералним вођством, странка је била чланица Либералне интернационале. У раним годинама Хајдеровог вођства, одржани су бројни састанци са Жан-Маријем ле Пеном из француског Националног фронта и са Францом Шенхубером из њемачких Републиканаца. Крајем деведесетих година, међутим, он је одлучио да се дистанцирао од Ле Пена и одбија да се придружи Ле Пеновом пројекту Евронат. Пратећи улазак СПА у власт 2000. године, Хајдер је настојао да успостави свој савез десничарских странака. За његов пројекат, Хајдер је покушао успоставити стабилну сарадњу са Фламанским блоком у Белгији и са Сјеверном лигом у Италији, као и са неким другим политичким странака и групацијама. На крају, напори за стварање новог савеза странака нису били успјешни.
Под Штрахеовим вођством, странка је првенствено сарађивала са са Сјеверном Лигом, Фламанским интересом (насљедник Фламанског блока, са којим су традиционално одржавали добре везе) и Про Њемачком. СПА такође има контакте са Данском народном партијом, Словачком националном партијом, Шведским демократама, литванском Странком реда и правде, ВМРО — Бугарским националним покретом, холандском Партијом за слободу, Алтернативом за Њемачку и њемачком Слободом. Године 2007, тадашњи једини заступник странке у Европском парламенту био је члан краткотрајне скупине Идентитет, Традиција, Суверенитет у ЕП. Изван Европске уније, странка има контакте са Српском напредном странком (раније са Српском радикалном странком), Савезом независних социјалдемократа, Швајцарском народном партијом, израелским Ликудом, америчком Републиканском странком и Јединственом Русијом.
На конференцији 2011. године, Штрахе и нови вођа француског Националног фронта, Марин ле Пен, најавили су дубљу сарадњи својих странака. Убрзо након тога, СПА је покушала постати дио групе Европа за слободу и демократију, али су на њен захтјев неке чланице ставиле вето. Два заступника СПА у ЕП су засебни чланови Европског савеза за слободу. Након избора за Европски парламент 2014. године, странке се придружила Националном фронту, Сјеверној лиги, Фламанском интересу и Чешкој грађанској конзервативној партији у стварању Покрета за Европу нација и слободе, а заједно са холандском Партијом за слободу, Алтернативом за Њемачку, пољским Конгресом нове деснице и бившом чланицом Странком за независност Уједињеног Краљевства, била је чланица парламентарне скупине Европе нација и слободе.

## Предсједници странке
Списак партијски лидера СПА:
- Антон Рајнталер (1956—1958);
- Фридрих Петер (1958—1978);
- Александер Гец (1978—1979);
- Норберт Штегер (1979—1986);
- Јерг Хајдер (1986—2000);
- Сузана Рис-Пасер (2000—2002);
- Матијас Рајхолд (2002);
- Херберт Хаупт (2002—2004);
- Урсула Хаубнер (2004—2005);
- Хајнц-Кристијан Штрахе (2005—2019);
- Норберт Хофер (2019—).

## Изборни резултати

### Националрат
| Година | # укупних гласова | % укупних гласова | # заступника | Власт                         |
| ------ | ----------------- | ----------------- | ------------ | ----------------------------- |
| 1956.  | 283.749           | 6,5%              | 6 / 165      | у опозицији                   |
| 1959.  | 336.110           | 7,7%              | 8 / 165      | у опозицији                   |
| 1962.  | 313.895           | 7,0%              | 8 / 165      | у опозицији                   |
| 1966.  | 242.570           | 5,4%              | 6 / 165      | у опозицији                   |
| 1970.  | 253.425           | 5,5%              | 6 / 165      | СПА мањински подржао СДПА     |
| 1971.  | 248.473           | 5,5%              | 10 / 183     | у опозицији                   |
| 1975.  | 249.444           | 5,4%              | 10 / 183     | у опозицији                   |
| 1979.  | 286.743           | 6,1%              | 11 / 183     | у опозицији                   |
| 1983.  | 241.789           | 5,0%              | 12 / 183     | Млађи партнер СДПА            |
| 1986.  | 472.205           | 9,7%              | 18 / 183     | у опозицији                   |
| 1990.  | 782.648           | 16,6%             | 33 / 183     | у опозицији                   |
| 1994.  | 1.042.332         | 22,5%             | 42 / 183     | у опозицији                   |
| 1995.  | 1.060.175         | 21,9%             | 41 / 183     | у опозицији                   |
| 1999.  | 1.244.087         | 26,9%             | 52 / 183     | Млађи партнер АНП             |
| 2002.  | 491.328           | 10,0%             | 18 / 183     | Млађи партнер АНП             |
| 2006.  | 519.598           | 11,0%             | 21 / 183     | у опозицији                   |
| 2008.  | 857.028           | 17,5%             | 34 / 183     | у опозицији                   |
| 2013.  | 962.313           | 20,5%             | 40 / 183     | у опозицији                   |
| 2017.  | 1.316.442         | 26,0%             | 51 / 183     | Млађи партнер АНП (2017-2019) |
| 2017.  | 1.316.442         | 26,0%             | 51 / 183     | у опозицији (2019)            |
| 2019.  | 772.666           | 16,2%             | 31 / 183     | у опозицији                   |
| 2024.  | 1.403.497         | 29,9%             | 57 / 183     | Н/Д                           |

### Европски парламент
| Година | # укупних гласова | % укупних гласова | # заступника |
| ------ | ----------------- | ----------------- | ------------ |
| 1996.  | 1.044.604         | 27,5%             | 6 / 21       |
| 1999.  | 655.519           | 23,4%             | 5 / 21       |
| 2004.  | 157.722           | 6,3%              | 1 / 18       |
| 2009.  | 364.207           | 12,7%             | 2 / 19       |
| 2014.  | 556.835           | 19,7%             | 4 / 18       |
| 2019.  | 650.114           | 17,2%             | 3 / 18       |
| 2024.  | 872.304           | 25,7%             | 6 / 20       |